# パッラーディオ建築

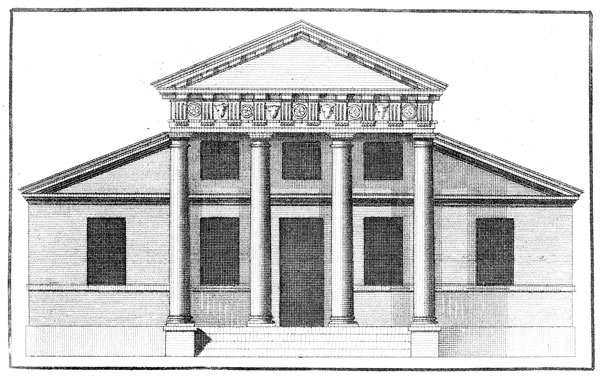
重ね合わされたポルティコのあるヴィラ、パッラーディオの『建築四書』第4巻より、英訳版は1736年にロンドンで出版

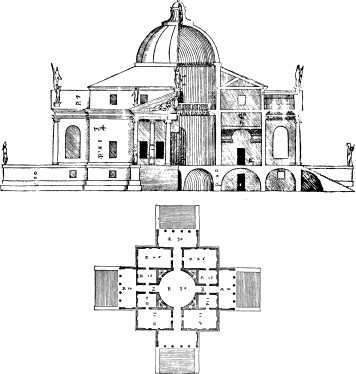
パッラーディオ設計のヴィラ・ロトンダの設計案。この図面の特徴はその後の時代にヨーロッパ中の多くのパッラーディオ建築家屋に取り入れられるようになった

パッラーディオ建築（パッラーディオけんちく、パラディオとも、英: Palladian architecture）は、ヨーロッパの建築様式の一つで、ヴェネツィアの建築家アンドレーア・パッラーディオ（1508年-1580年）の作品から派生した。今日パッラーディオ建築として考えられているものは、彼の対称性や遠近法への理念と、ギリシャ・ローマの古典建築の伝統の原理から発展したものである。17世紀と18世紀のあいだ、パッラーディオによるこの古典建築の解釈はイギリスでパッラーディオ主義（Palladianism）として知られる様式へと発展した。
パッラーディオ主義は、イニゴ・ジョーンズによるイギリス初のパッラーディオ建築といわれるグリニッジのクイーンズ・ハウスによって17世紀初頭イギリスに現れた。その開花時期はイングランド内戦の勃発や、それに続いた緊縮財政の押し付けによって短命に終わった。18世紀初期、その流行はイングランドだけでなく、その影響を直接受けたプロイセンでも復活した。ヴェネツィアのフランチェスコ・アルガロッティ伯爵（1712年-1764年）がベルリンからバーリントン伯爵（1694年-1753年）に宛てて手紙を書き、バーリントン伯爵がイングランドで採用した建築様式を、プロイセンのフリードリヒ大王（1712年-1786年）に採用を勧めていると記した可能性がある。しかし、ウンター・デン・リンデンにあるノーベルスドルフ設計のオペラハウスは、コーレン・キャンベル (1676年-1729年) のワンステッド・ハウスに基づき、1741年から建設されていた。18世紀の後半、この様式がヨーロッパでの人気を失くしたとき、北アメリカのイギリス植民地全体で人気が急上昇することとなり、サウスカロライナのドレイトン・ホール、ロードアイランドのニューポートのレッドウッド図書館、ニューヨーク市のモリス・ジュメル邸、メリーランドのアナポリスのハモンド・ハーウッド邸、およびバージニアでトマス・ジェファーソンのモンティチェロとポプラ・フォレストなど、建築例が脚光を浴びた。
この建築様式は19世紀から20世紀初めにかけてヨーロッパで人気を博し続け、公共や地方政府の建物デザインに採用されることが多かった。19世紀の後半からは、オーガスタス・ピュージン（1812年-1852年）に代表されるゴシック・リヴァイヴァル建築と競うようになっていた。ピュージンはパッラーディオ建築が古代の寺院に起源をもつことを思い出させ、それがプロテスタントやイギリス系カトリックの礼拝にはあまりに異端的であると考えた。しかし、建築様式としてパッラーディオ建築は人気を保ち変革を続けてきた。そのペディメント、対称性、調和比例は、今日の多くの建築物のデザインにも明らかに使われている。

## パッラーディオの建築

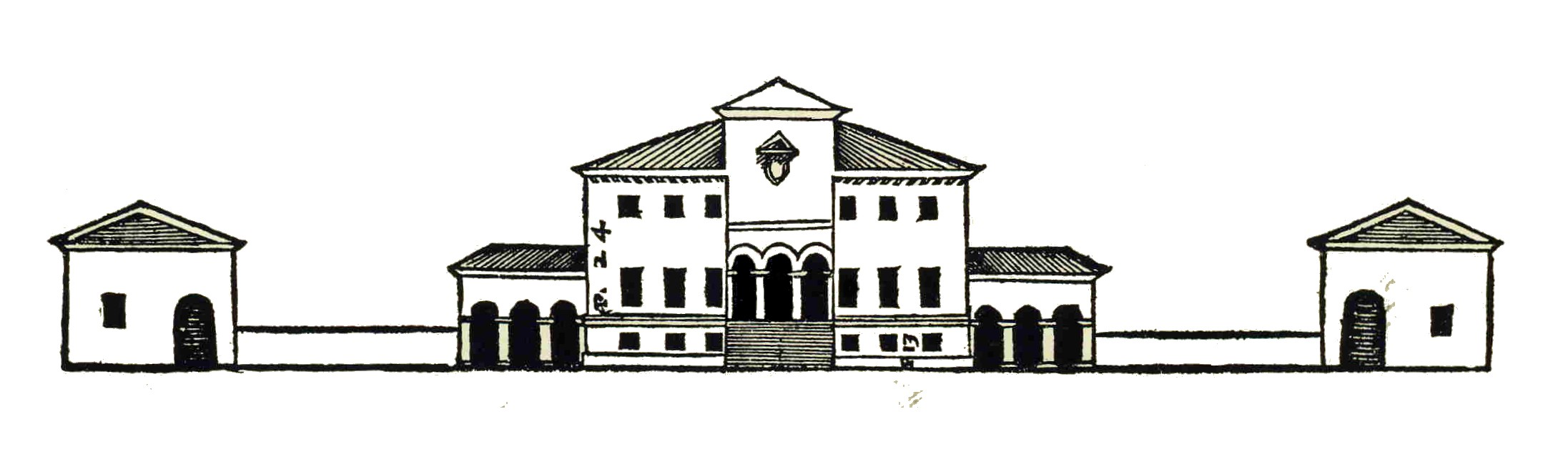
パッラーディオによるヴィラ・ゴディの「真のパッラーディオ主義」、『建築四書』より。左右に伸びるウィングは農業の建物であり、ヴィラの一部ではない。18世紀、パッラーディオ主義の重要な部分となった。下のウォバーン・アビーの写真も参照

パッラーディオが全体を設計した建物は全てヴェネツィア、あるいはヴェネト州にあり、特に「パッラーディオの都市」と案内書にもうたわれるヴィチェンツァには豊富な邸宅群がある。その中にはヴィラや、ヴェネツィアのレデントーレ教会のような教会がある。パッラーディオは彼の建築に関する論文の中で、ローマの建築家ウィトルウィウス (紀元前80年頃-紀元前15年以降) や、15世紀になってからのその信奉者レオン・バッティスタ・アルベルティ（1404年-1472年）によって定義された原則に従っていた。アルベルティはルネサンス期の特徴でもある装飾過多なものよりも、数値的比に基づく古典的ローマ建築の原則に固執していた。
パッラーディオはヴィラを設計するときには常に、その立地に合わせていた。ヴィラ・カプラのように丘の上にある場合は、ファサードを四面とも同様に設計して、居住者があらゆる方向に素晴らしい眺めを満喫できるようにすることが多かった。またそのような場合にはポルチコが全面に造られて、居住者は太陽から守られながら周りの景色を十分に楽しめるようになっており、今日多くのアメリカンスタイルのポーチに見られるものに似ている。パッラーディオはポルチコに代わるものとしてロッジアを使うこともあった。これは極く単純に中断されたポルチコと表現することもでき、あるいは内部の1階分の部屋が要素に対して開かれている貫通された壁があるものとも言うことができる。時としてロッジアは、下のロッジアの頂部の上の二階部分に置かれることもあり、ダブル・ロッジアと呼ばれるものを創り出している。ロッジアはペディメントが載ったファサードでは重要な意味を与えられることもある。ヴィラ・ゴディはポルチコよりもロッジアに重点が置かれ、そのロッジアが母屋の各端で終わっていることも重要である。
パッラーディオはそのヴィラの立面に古代ローマの神殿のファサードをモデルにすることが多かった。この神殿の影響は十字型のデザインに表されることが多く、後には彼の作品のトレードマークになった。パッラーディオのヴィラは通常3階建てで建てられた。田舎風の地階あるいは地上階にはサービスルームや小さな部屋が配された。その上はピアノ・ノビーレであり、ポルチコを通って一続きの外部階段を上がり、主要な応接室や寝室があった。その上には低い中二階が乗り、二次的な寝室や宿泊設備があった。ヴィラ内の各室の比率は、3対4あるいは4対5など単純な数値比で計算された。1つの家の中の異なる部屋はこれらの比で相互に関連付けられた。初期の建築家は一つの対称的なファサードを平衡させるためにこれらの形を使ったが、パッラーディオの設計は通常四角なヴィラ全体に関連付けられていた。
パッラーディオは農家としても、裕福な商人のオーナーが週末を過ごす宮殿のような建物としても、そのヴィラの二重の用途を深く考えていた。これら対称的で神殿のような家屋は平等に対称だったが、母屋とは離して、馬、農場の家畜、農産物を容れる低いウィングがあった。このウィングはコロネードでヴィラに付設あるいは繋がれていることがあり、機能的であるだけでなく、ヴィラにアクセントを与えるものとしてデザインされた。しかし、如何なる場合にも母屋の一部ではないという考えであり、18世紀にパッラーディオの追随者達が建物の一体的部分となるように採用したのがこのウィングのデザインと用途となっている。

## パッラーディオ風窓

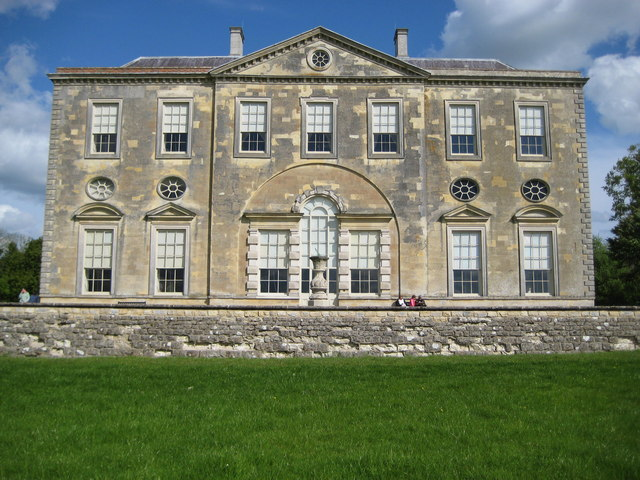
クレイドンハウス (英語版) 、1757年着工、中央柱間のパッラーディオ風窓が求心力のあるブラインドアーチで囲まれている。この家は広大なパッラーディオ家屋側面のウィング2つの1つとして意図されており、計画全体が完成することはなかった

パッラーディオ風、セルリオ風、あるいはヴェネツィア風窓は大半がパッラーディオの作品であり、その初期経歴のほとんどトレードマークと言っていいものである。中央の窓は半円のアーチが載り、小さなエンタブラチュアで構成されるインポストの上に乗り、その下には他に2つの窓を囲んで、両横に1つずつ付柱がある。ヤーコポ・サンソヴィーノ（1486年-1570年）はヴェネツィアの図書館で2本の内部付柱の代わりに柱を立てる設計を行った。その起源をパッラーディオであるかヴェネツィアであるかを言うのは正確ではない。そのモチーフはドナト・ブラマンテ（1444年-1514年）が初めて使い、後にセバスティアーノ・セルリオ（1475年-1554年）がその7巻本の建築書『建築七書』に言及し、ウィトルウィウスやローマ建築の概念を詳述している。このアーチのある窓は、下の2つの矩形開口部が横に来ている。このモティーフは古代ローマの凱旋門に最初に現れていた。パッラーディオはこのモティーフを広く用いており、中でもヴィチェンツァのバシリカ・パッラディアーナが著名である。ヴィラ・ゴディやヴィラ・フォルニ・チェラートの玄関にも使われている。この窓にヴェネシアン・ウィンドウという別名を与えたのは、恐らくヴェネト州でこのモティーフを多用したからである。セルリオ・ウィンドウとも呼ばれる。その名前や起源が何であれ、この窓の形態は恐らく、パッラーディオ主義から変遷して行った後の建築様式で見られる最も長続きするパッラーディオの作品の1つとなっている。イギリスの作家ジェイムズ・リーズ＝ミルン(1908年-1997年）は、それがイギリスで初めて現れたのはロンドンのバーリントン・ハウスの改修されたウィングで、その直接の発想は、パッラーディオ自身からというよりも、ホワイトホール宮殿のためにイニゴー・ジョーンズ（1573年 -1652年）が行ったデザインからである、としている。
このモティーフが浮き出されたブラインドアーチに囲まれてモティーフと一体になっている変化形はパッラーディオのものではないが、バーリントンはパッラーディオのデザインだと考えたように思われる。平面壁にそのようなモティーフを3つ使った彼の絵を使っていた（右上のクレイドンハウスの写真を参照）。現代の学者はその絵が、ヴィンチェンツォ・スカモッツィ（1548年-1616年）のものだとしている。1712年、バーリントンはそのモティーフを、義兄弟のブルース卿 (第3代アイリスバリー伯爵チャールズ・ブルース、1682年-1747年) のためにシバーネイク森のトッテナム・パーク立面に適用した（その後改築された）。ウィリアム・ケント（1685年-1748年）はそれを国会議事堂のデザインに取り入れ、ホウカム・ホールの北正面に適用したデザインにも表れている。このモティーフの変化形は、1760年代後半から新古典主義建築でも広範に利用され続けた。

## 初期のパッラーディオ主義

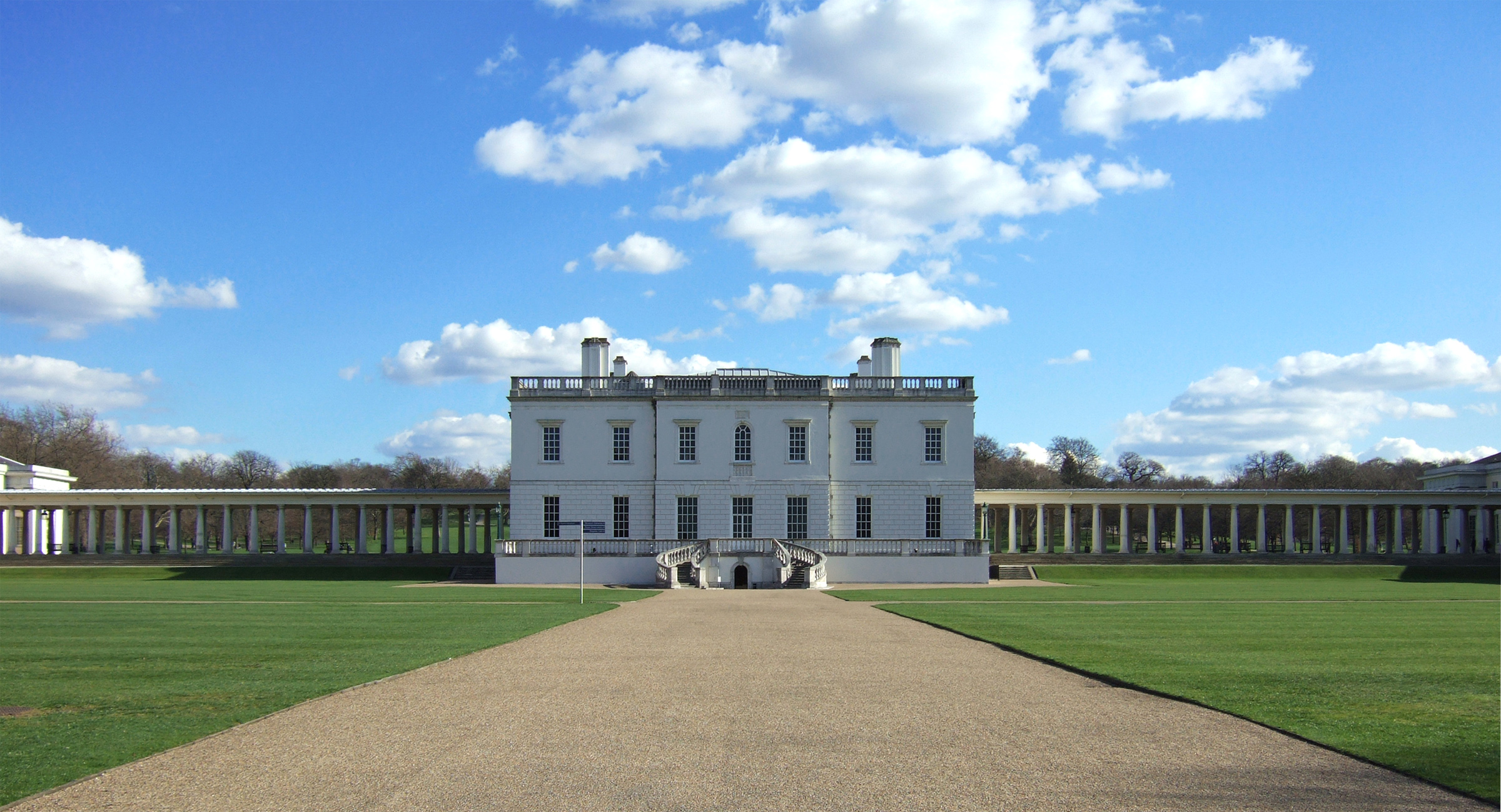
グリニッジのクイーンズ・ハウス、イニゴー・ジョーンズ設計、1616年着工、イングランドでは初のパッラーディオ家屋

1570年、パッラーディオは著書『建築四書』を出版し、それはヨーロッパ中の建築家に影響を与えた。
17世紀、多くの建築家がイタリアで勉強してパッラーディオの作品を学んだ。外国からきた建築家はその後母国に帰り、様々な気候、地形、さらに施主の個人的な好みに合わせるようにパッラーディオのスタイルを適用した。世界中でパッラーディオ主義の分離された形態がこのようにしてもたらされた。しかし、パッラーディオ様式は18世紀になるまで、人気の絶頂には達しなかった。その後イングランド、ウェールズ、スコットランド、アイルランド、そのさらに後には北アメリカで人気が出た。ヴェネツィア自体では、パッラーディオの原則への回帰として現れたバロック建築の過剰さに対する初期の反応があった。そこでは最初期の新パッラーディオ主義者は、ドメニコ・ロッシ（1657年-1737年）と、アンドレア・ティラリ（1657年-1737年）という、どちらも石工として訓練された同時代人だった。彼らの伝記作家であるトマソ・テマンザは、パッラーディオ主義の最も有能でよく学んだ提唱者になった。彼の手でパッラーディオの施工例の視覚的な継承遺産が次第に正しいルールで体系化され、新古典主義の方向に動き出した。
いずれにしてもパッラーディオの最も影響力ある追随者は、イングランドのイニゴー・ジョーンズであり、「コレクター」であるアランデル伯爵と共にイタリアを隈なく歩き回り、1613年から1614年にはパッラーディオの論文の写しに注釈をつけた。ジョーンズとその同時代人さらには後の追随者の「パッラーディオ主義」は、大部分がファサードのスタイルであり、レイアウトを決める数値的な形式は厳密には使われなかった。ウィルトンハウスのような、1640年から1680年頃に建てられたイングランドの一握りの大きなカントリーハウスは、このパッラーディオ様式である。これらはグリニッジのクイーンズハウスやホワイトホール宮殿のバンケティング・ハウスなど、ジョーンズによるパッラーディオ様式デザインの大きな成功に従った。バンケティング・ハウスは国王チャールズ1世のためにロンドンで建設された王宮だったが、完成しなかった。
しかし、イニゴー・ジョーンズによって提唱されたパッラーディオ様式デザインは、チャールズ1世の治世にあまりに密接に関わり過ぎたので、イングランド内戦の混乱を乗り切ることができなかった。ステュアート朝の王政復古後、ジョーンズのパッラーディオ様式は、ウィリアム・トールマン（1650年-1719年）やジョン・ヴァンブラ卿（1664年-1726年）、ニコラス・ホークスムーア（1661年-1736年）、さらにジョーンズの教え子でもあるジョン・ウェブ（1611年 - 1672年）のような建築家のバロック式デザインによって凌駕されていった。

## 新パッラーディオ様式

### イングランドのパッラーディオ主義建築

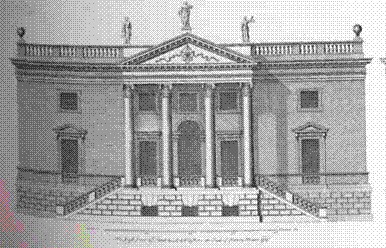
イングランドのパッラーディオ主義建築: ストーヘッドハウス東ファサード、パッラーディオのヴィラ・エモに基づく。この画像はコーレン・キャンベルの『ウィトルウィウス・ブリタニクス』より

ヨーロッパ大陸で人気のあったバロック様式は、真にイングランド人の趣味に合わなかった。18世紀の最初の4半世紀、4つの著書がイギリスで出版され、それらは古典的な建築の単純さを純粋さを強調していた。それらの著書とは次のものである。
1. 『ウィトルウィウス・ブリタニクス』、コーレン・キャンベル著、1715年（その補遺は18世紀を通じて出版された）
2. 『パッラーディオの建築四書』、イタリアの建築家ジャコモ・レオニの翻訳、1715年以降に出版
3. レオン・バッティスタ・アルベルティの『建物の芸術について』、ジャコモ・レオニ翻訳、1726年出版
4. 『イニゴー・ジョーンズのデザイン... 追加的デザインを付す』、ウィリアム・ケント著、2巻、1727年出版（その後「イニゴー・ジョーンズとウィリアム・ケントのデザイン幾つか』、1744年、ケントの友人である建築家ジョン・ヴァルディが出版）。

これらの著作の内、当時の裕福なパトロンの間で最も人気があったのが、コーレン・キャンベルによる4巻本の 『ウィトルウィウス・ブリタニクス』だった。キャンベルは建築家であり、出版者でもあった。この本は基本的にイギリスの建物の建築図面を含むデザインの本であり、ウィトルウィウスからパッラーディオまでの偉大な建築家からヒントを得たものだった。当初は主にイニゴー・ジョーンズのものだったが、後にはキャンベルなど18世紀建築家の図面や計画図を含む研究書となった。この4巻本は18世紀のイギリスでパッラーディオの建築が確立されたものになるために大いに貢献した。そこに載った3人の著者は最も流行に乗った者となり、時代の建築家に求められた。キャンベルはその著作『ウィトルウィウス・ブリタニクス』故に、銀行家ヘンリー・ホーア1世のストーヘッドハウス（右上図）の建築家として選ばれることになった。これはイングランド中で数多い同様な家屋に影響を与えたものとなった傑作だった。

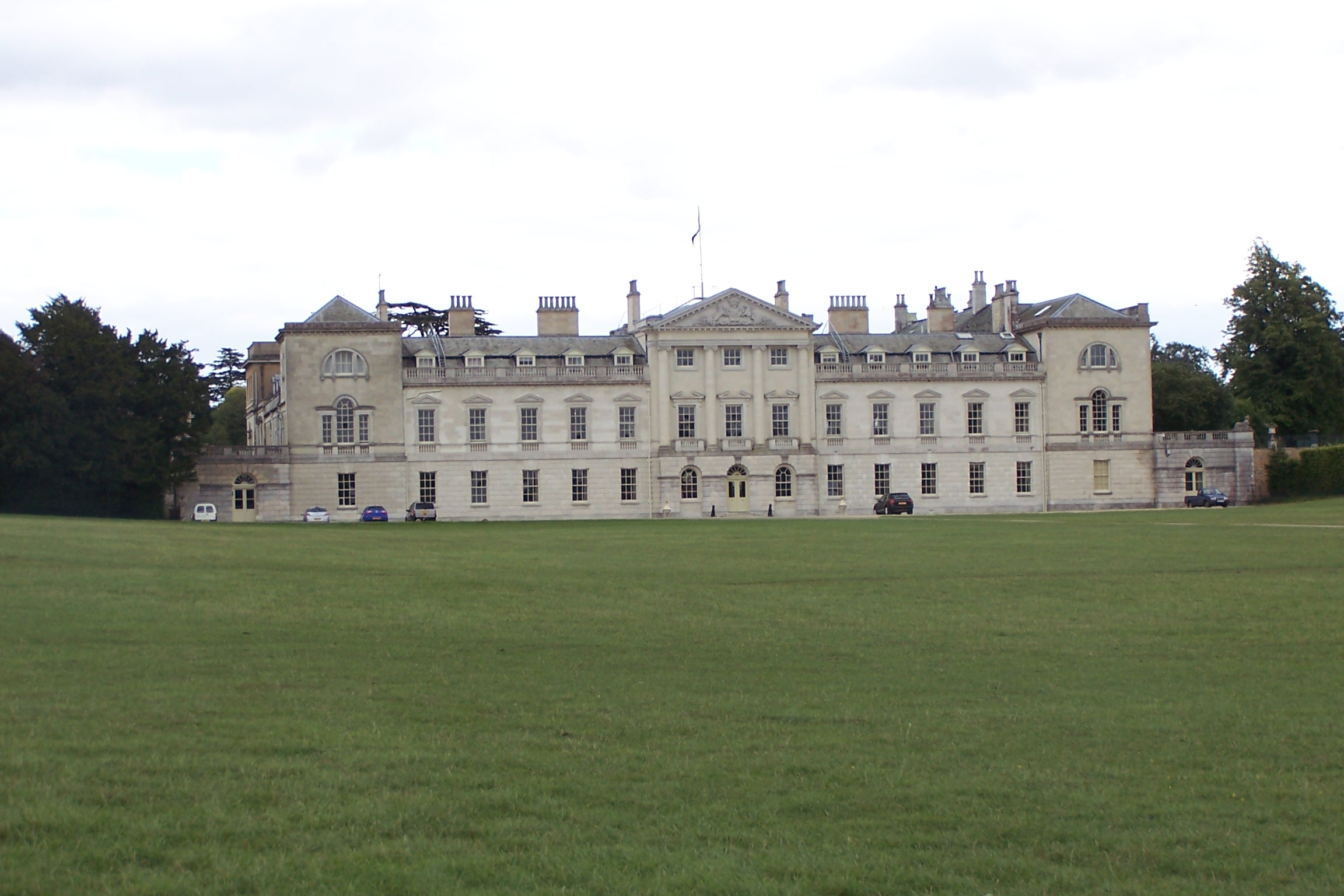
イングランドのパッラーディオ様式建築ウォバーン・アビー、バーリントンの弟子であるヘンリ・フリッツクロフトが1746年に設計。パッラーディオの中央神殿はもはや独立して立ってはおらず、両ウィングが同じくらいの重要さになっている。パッラーディオのデザインを終わらせる牛舎が現在ははっきりとファサードの一部となっている

デザインの新しい学派の最前線に立ったのが貴族で、「建築家伯爵」第3代バーリントン伯爵リチャード・ボイルだった。1729年ボイルとウィリアム・ケントがチジックハウスを設計した。このハウスはパッラーディオのヴィラ・カプラを再解釈したものだったが、16世紀の要素や装飾を取り去っていた。この装飾が徹底して無いということが、パッラーディオ主義の特徴となった。
1734年、ウィリアム・ケントとバーリントン卿が、イングランドでもパッラーディオ建築の素晴らしい例の1つである、ノーフォークのホウカム・ホールを設計した。この家の本体部はパッラーディオの指示に極めて密に従っているが、パッラーディオの低く分離していることの多い農家のウィングがその重要性を増している。ケントがそれをデザインに付加し、家畜を消し、本館自体と同じくらいにウィングの重要性を増した。これらウィングはポルチコやペディメントで飾られることが多く、かなり後のそれ自体で小さなカントリーハウスであるケドルストン・ホールと似ている所が多い。イングランドのパッラーディオ主義がパッラーディオのオリジナル作品の模倣であることから変革することになったのは、この側面ウィングの発展だった。
建築様式は個々の施主の要求に合わせるために変革し変わっていく。1746年、第4代ベッドフォード公爵ジョン・ラッセルがウォバーン・アビーの建て替えを決断し、そのデザインとしてパッラーディオ様式を選択した。それは当時最も流行していたものだったからだった。ベッドフォード公はバーリントンの弟子だった建築家ヘンリ・フリッツクロフトを選んだ。フリッツクロフトのデザインは本質的にパッラーディオ様式であるが、パッラーディオ自身からはそうであると認められないものだった。本体中央部が小さく、柱間が3つしかなかった。神殿のようなポルチコは単にあるように見えるだけであり、閉鎖されていた。2つの大きなウィングには、農家を繋いでいたはずの壁あるいはコロネードの代わりに、大広間の広大な特別室が入っていた。建造物の外れにある農家は高さを上げて母屋と合わせるようにし、パッラーディオ様式の窓を置き、パッラーディオ建築であると見られるようにしていた。この様式の発展は、その後の100年間にイギリスの数多い家屋やタウンホールで繰り返された。ヴィクトリア時代はあまり好まれなくなっていたものの、1913年にアストン・ウェブがバッキンガム宮殿を改装するときに復活した。終端となる部分は閉じられたポルチコすなわち付け柱そのものとなることが多く、中央部と同じ興味を惹くか、それを補うものとなった。これは200年前のパッラーディオのデザインとはかなり遠く離れたものとなった。
イングランドのパッラーディオ家屋はもはや小さいが洗練された週末を過ごすものとなっており、それからイタリアの家屋が認識されるものになった。それらはヴィラではなく、建築史家ジョン・サマーソン卿の言葉では権力を示す「パワーハウス」であり、イギリスを支配したホイッグ党「地主階級」の権力を象徴的に示すものだった。パッラーディオ建築がイギリスを席捲するに連れて、数値比を考慮する考え方は消えてしまった。ウィングのある四角な家屋よりも、主要な考慮事項として長いファサードがあった。奥行きが一室のみであることが多い長い家屋は、その大きさについて誤った印象を与えるよう巧妙に仕組まれていた。

### アイルランドのパッラーディオ主義建築

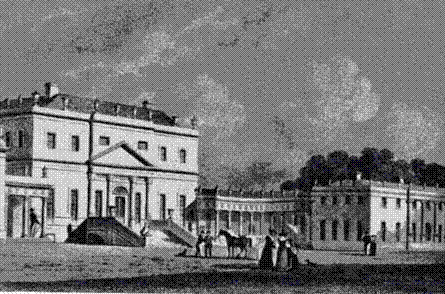
アイルランドのパッラーディオ主義建築: ラスボロハウス、1826年。ドイツ人リヒャルト・カッセルスが1750年頃に設計。イングランドのウォバーン・アビーなどパッラーディオ様式建築よりも、パッラーディオの考え方に近い

アイルランドにおけるパッラーディオ復古期では、かなり質素な邸宅であっても新パッラーディオ建築の型に嵌めることができた。アイルランドのパッラーディオ建築はイングランドのものとは幾らか異なっている。他の国と同様にパッラーディオの基本的な考え方に固執しているが、より忠実であることが多い。それはおそらくヨーロッパ大陸から来た建築家によって設計されることが多く、それ故にイギリスで進行中だったパッラーディオ主義の変革の影響を受けなかったためだった。その理由はどうあれ、パッラーディオ主義はより湿度が高く冷たい気候にも適応しなければならなかった。
アイルランドで最も先駆的な建築家の一人が、エドワード・ラベット・ピアース（1699年-1733年）であり、アイルランドにおけるパッラーディオ主義の指導的提唱者の一人となった。ジョン・ヴァンブラ卿の従兄として元々その弟子の一人だが、バロックを拒否し、フランスとイタリアで建築を研究して3年間を過ごし、その後アイルランドの故郷に戻った。その最も重要なパッラーディオ主義作品はダブリンにあったアイルランド議会議事堂だった。ピアースは多作な建築家であり、1727年のドラムコンドラハウスや1728年のキャシェル・パレスも設計した。
アイルランドにおけるパッラーディオ建築の最も顕著な例の1つは、ダブリンに近いキャッスルタウンハウスである。イタリアの建築家アレッサンドロ・ガリレイ（1691年-1737年）が設計し、パッラーディオの数値比に従って建設されたことでは恐らくアイルランドで唯一のパッラーディオ建築家屋であり、ワシントンD.C.のホワイトハウスのデザインにヒントを与えたと主張する、アイルランドの邸宅3棟の1つでもある。
他の例としては、ドイツ生まれの建築家リヒャルト・カッセルスが設計したラスボロハウスがある。カッセルスはダブリンのパッラーディオ・ロタンダ病院や、ファーマナ県のフローレンス・コートがある。アイルランドのパッラーディオ・カントリーハウスは頑丈なロココ漆喰仕上げであることが多く、アイルランドの専門職ラフランチニ兄弟によって仕上げられている。当時のイングランドの作品の内部よりも遥かに鮮やかなものである。18世紀にダブリンで多くが建設されたので、ダブリン市にはジョージア調の烙印が捺されているが、まずい計画と貧困の中から出てきたものであり、近年までダブリンは18世紀の瀟洒な家屋が傾きかけた状態で見られる数少ない都市の1つだった。1922年以後のアイルランドはどこでも、無人のパッラーディオ建築家屋の屋根から、そのスクラップとしての価値故にリードが外された。家屋は屋根を元に課税されたので、その重税のために放棄されることが多かった。アイルランドの人が減った田舎では、パッラーディオ建築家屋の屋根の無いものが今でも見られる。

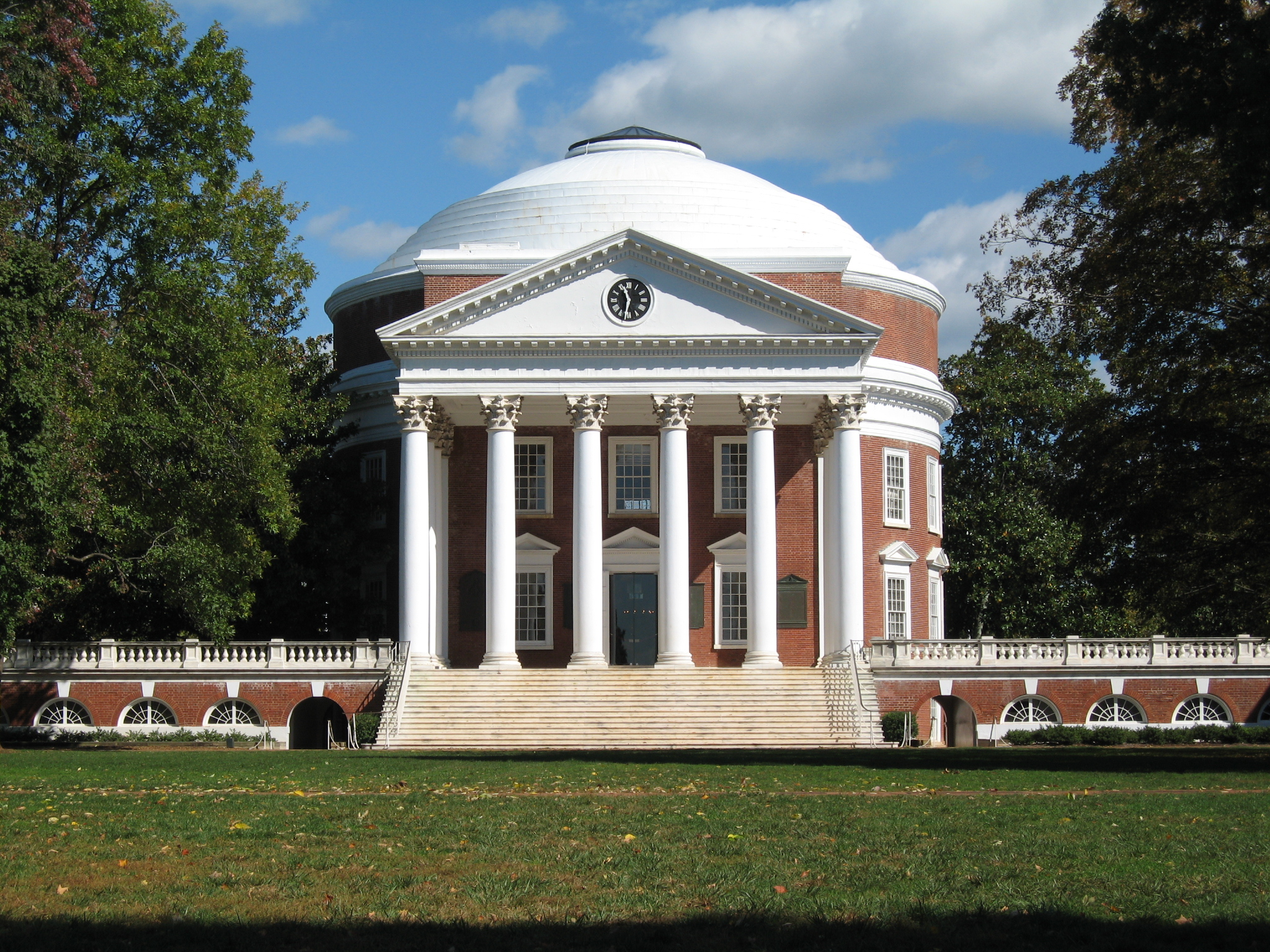
アメリカのパッラーディオ主義建築: バージニア大学のロタンダ、トーマス・ジェファーソンによりパッラーディオ様式に従って設計された

### 北アメリカのパッラーディオ主義建築
パッラーディオの北アメリカにおける影響は、そこで建築家が設計した建物を建てるようになった始まりの時からほとんど明らかだったが、イギリス・アイルランド系哲学者ジョージ・バークリー（1685年-1753年）がアメリカでの先駆的パッラーディオ建築家だった可能性がある。バークリーは1720年代後半にニューポートに近いミドルタウンで大きな農家を取得し、それを「ホワイトホール」と呼び、ロンドンから持ってきていた可能性のあるウィリアム・ケントの著書『イニゴー・ジョーンズのデザイン』（1727年）から得たパッラーディオ風出入り口枠で改良した。パッラーディオの作品は彼がその目的で集めた千冊の図書に含まれ、イエール・カレッジに送られた。1749年、ピーター・ハリソン（1716年-1775年）がロードアイランドのニューポートにあるレッドウッド図書館のデザインに、より直接的にパッラーディオの『建築四書』から採用し、一方その10年後に同じニューポートのブリック・マーケットも概念的にパッラーディオ主義のものだった。
メリーランドのアナポリスにあるハモンド＝ハーウッド邸（下の写真）は、アメリカ合衆国におけるパッラーディオ建築の一例である。主にアンドレーア・パッラーディオの『建築四書』に入っていた絵から設計された、植民地学校建築の中で唯一現存する作品である。この家は1773年から1774年に建築家ウィリアム・バックランドがメリーランド、アナランデル郡の裕福な農園主マチアス・ハモンドのために設計した。『建築四書』の第2巻第14章に入っていたイタリアのモンタニャーナにあるヴィラ・ピサニのデザインをモデルにした。
政治家で建築家のトーマス・ジェファーソン（1743年-1826年）はかつてパッラーディオの『建築四書』をその聖書だと言ったことがあった。ジェファーソンはパッラーディオの建築概念について大きな賞賛を得ており、その愛したモンティチェロ、ジェイムズ・バーバーのバーバーズビル荘園、バージニア州会議事堂、バージニア大学の設計はパッラーディオの本の図面に基づいている。ジェファーソンは古代ローマの建物にある政治的に強力な重要性を認識し、公共の建物をパッラーディオの様式で設計した。モンティチェロは（1796年から1808年に改装された）、パッラーディオのヴィラ・カプラに明らかに基づいているが、今日のアメリカではコロニアル・ジョージアンと呼ばれる様式に修正されている。ジェファーソンのパンテオンあるいはバージニア大学のロタンダは、概念とスタイルで間違いなくパッラーディオ様式である。

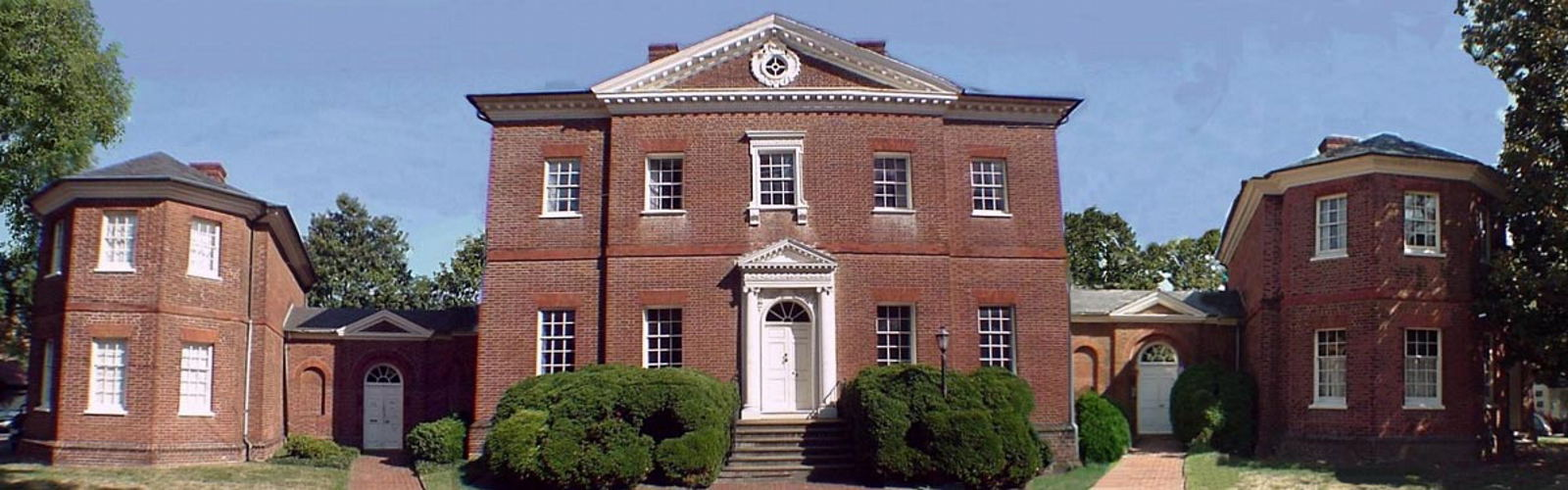
ハモンド・ハーウッド邸、アンドレーア・パッラーディオの『建築四書』にあるモンタニャーナのヴィラ・ピサニをモデルにした

バージニアとカロライナでは、ストラットフォード・ホールやウェストーバー・プランテーション、あるいはチャールストン近くのドレイトンホールなど、多くの潮汐地域プランテーションハウスで、パッラーディオ様式が使われた。これらの例は、全てパッラーディオのテイストを持った古典的アメリカ・コロニアルの例であり、版画によって伝えられ、ヨーロッパの建物の習慣について最初は何も経験が無かった石工やオーナーの利益となった。アメリカのパッラーディオ様式の特徴は大きなポルチコの再登場であり、これはイタリアと同様、再度太陽からの保護の必要性に対応できた。様々な形態と大きさのポルチコがアメリカ植民地建築の大きな特徴となった。北ヨーロッパの国々では、ポルチコは単なるシンボルとなり、閉じられてしまうことが多く、あるいは柱間によってデザインの中に提示されるだけとなり、ときには車寄せとなって適用され、イングランド・パッラーディオ様式のかなり後期の例となった。アメリカではパッラーディオのポルチコはその輝きを取り戻すことができた。
このパッラーディオとギブスの影響をはっきりと示す家屋の例は、1758年から1762年にバージニアのリッチモンド郡のマウントエアリーである。
ウェストーバーでは、北と南の玄関が輸入されたポートランド石で作られており、ウィリアム・サーモンの『パッラーディオ・ロンディネンシス』（1734年）にあるプレートに倣って配置された。

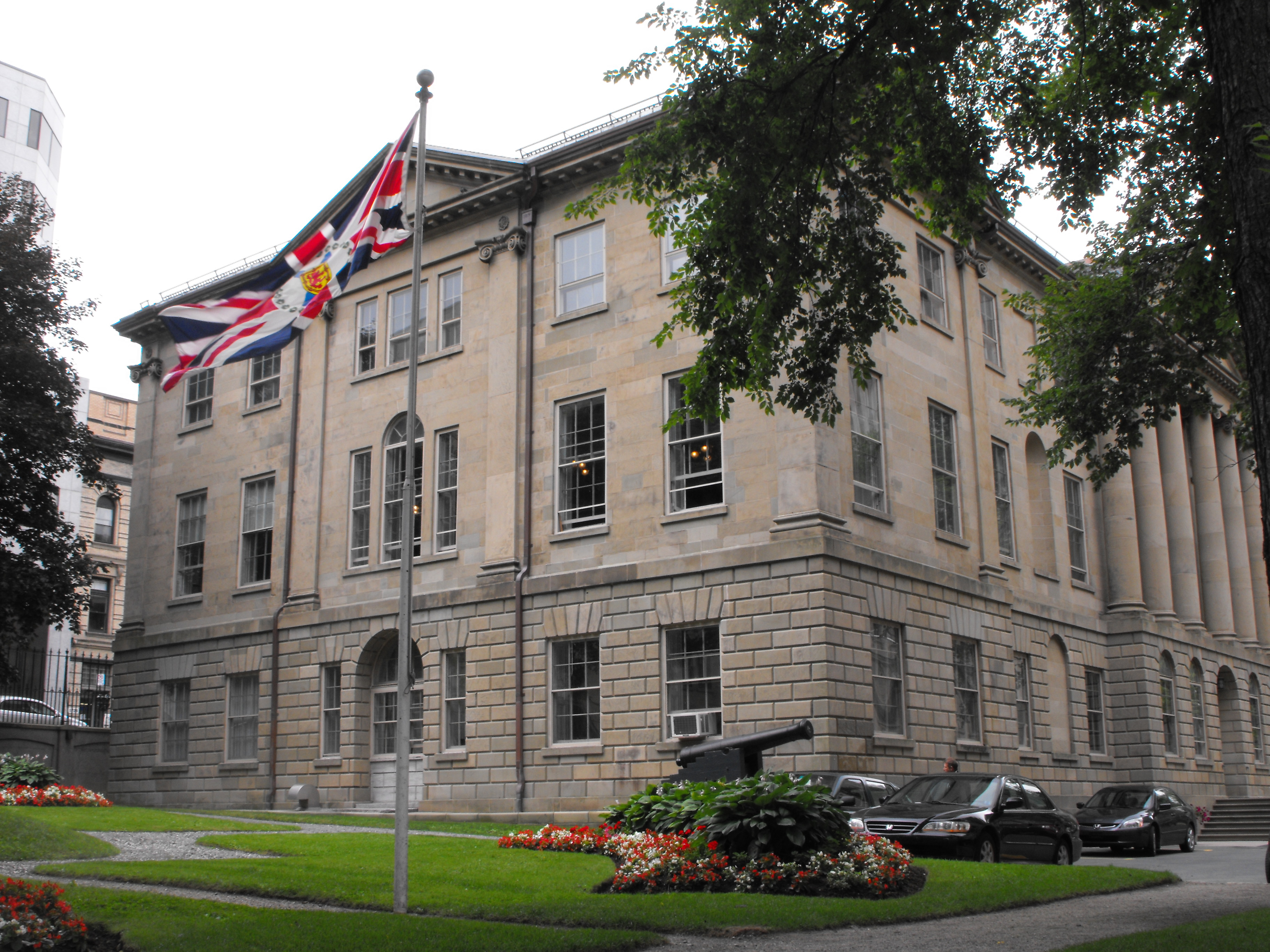
ノバスコシア議事堂、砂岩製、1819年

ドレイトンハウスのはっきりした特徴は、2階建てのポルチコであり、パッラーディオから直接引かれていた。
ワシントンD.C.にある新古典調大統領邸宅のホワイトハウスはアイルランドのパッラーディオ建築からヒントを得ていた。キャッスル・クールと、ダブリンにあるリヒャルト・カッセルスのレンスターハウスはどちらも、1792年から1800年の間に建てられたこの大統領官邸を設計した建築家ジェイムズ・ホーバン（1758年-1831年）にヒントを与えたと主張している。ホーバンはアイルランドのキルケニー県カランで生まれ、ダブリンで建築を勉強した。当時のダブリンは1747年頃に建てられたレンスターハウスが最大級に瀟洒な建物だった。ホワイトハウスはパッラーディオ建築よりも新古典派に近い。特に南ファサードは、やはりアイルランドにあるジェイムズ・ワイアットが1790年に設計したキャッスル・クールによく似ている。キャッスル・クールは、建築家で評論家のガーベイス・ジャクソン＝ストップスの言では、「パッラーディオ建築伝統の集積だが、その簡潔な装飾と高貴な厳格さにあっては厳密に新古典的である」となる。
アメリカでパッラーディオ建築に適用されたものの1つに、ピアノ・ノビーレがヨーロッパの伝統と同様にサービス階の上ではなく、地上階に置かれる傾向にあることである。このサービス階が存在するときには、目立たない半地下となっている。これでより初期のパッラーディオ・デザインに見られたような主玄関に続く装飾的外部階段の必要性がなくなった。これはパッラーディオ様式に続いた新古典派建築の特徴でもある。
イギリス領植民地時代（1607年－1776年）からアメリカ合衆国で『建築四書』のデザインに決定的に拠っているとされる家屋2軒は、メリーランド州アナポリスの建築家ウィリアム・バックランドのハモンド・ハーウッド邸（1774年）と、トーマス・ジェファーソンの初代モンティチェロ（1770年）である。ハモンド・ハーウッド邸のデザインの元はモンタニャーナのヴィラ・ピサニ（第2巻第14章）であり、初代モンティチェロのデザイン元はピオンビーノ・デーゼにあるヴィラ・コルナロ（第2巻第14章）である。トーマス・ジェファーソンは後にそのファサードを増築で覆ってしまったので、ハモンド・ハーウッド邸が今日のアメリカで唯一純粋で原始のままの直接模倣例となっている。
カナダではかなり後に発展したために、パッラーディオ建築は稀な存在になっている。顕著な例の1つは1819年に完成したノバスコシア州議事堂である。
アメリカにおけるパッラーディオ建築研究センター Inc. は非営利会員制の組織であり、1979年に設立され、アメリカ合衆国におけうパッラーディオ建築の影響を研究し、理解を促進するために動いている。

## 遺産
1770年代までにイギリスでは、ロバート・アダムやウィリアム・チェンバーズ卿のような建築家が大きな需要を受けていたが、彼らは現在大きな変化のある古典的出典、例えば古代ギリシャのものに拠っており、その建築様式はパッラーディオ建築というよりも、新古典主義に定義されることになっている。ヨーロッパでは、18世紀末にパッラーディオ建築の復古が終わった。北アメリカではパッラーディオ建築がやや長く続いた。トーマス・ジェファーソンの平面配置や立面図はパッラーディオの『建築四書』に大きく負っている。「パッラーディアン」という言葉は今日誤って使われることが多く、古典的見せかけのある建物に使われる傾向がある。しかし、20世紀初期の植民地復古主義者の間にパッラーディオ建築を復活させる考えがあり、モダニズムの時代を通じてもその歪が壊されずにきた。
20世紀半ば、建築史家コーリン・ロウの研究の独創性によって、近代建築の評価を歴史の中で再度据え直す効果があり、パッラーディオ建築を活動的な影響あるものとして認識した。20世紀後半にロウの影響が世界に広がると、この研究は建築と都市の設計の過程で重要な要素となった。「過去の存在」が20世紀の多くの建築家の作品で顕著であるならば、すなわちジェームズ・スターリング（1926年-1992年）からアルド・ロッシ（1931年-1997年）、ロバート・ヴェンチューリ（1925年- ）、オズワルド・マチアス・ウンガーズ（1926年-2007年）、ピーター・アイゼンマン（1932年- ）、マイケル・グレイヴス（1934年-2015年）などまで、それはロウの影響に大きく拠っていた。コーリン・ロウの歴史に関する型破りで年代を追わない見解は、その有名な随筆『理想的なヴィラの数学』（1947年）のような理論形成を発展させることを可能にした。この著作では、パッラーディオのヴィラには構成に関する「規則」があり、ポアシーやガルシェスのル・コルビュジエのヴィラに同様な「規則」に相当するものを示すことができたことを理論づけた。この研究によりロウは、パッラーディオとル・コルビュジェ双方の驚くほど新鮮で刺激的な歴史を越えた評価を行うことが可能になり、その中で両者の建築が編年的ではなく、現在の時制で横に並べて評価されている。